# СКР-84
ПЛК-51 с 19.05.1966 СКР-84 — сторожевой корабль проекта 35 Черноморского флота (по классификации НАТО — Mirka klass frigate). Бортовые номера 817, 820, 826.

## Служба
Сторожевой корабль СКР-84 проекта 35 был заложен 17 мая 1962 года на стапеле судостроительного завода № 820 в Калининграде (заводской № 176). Спущен на воду 10 апреля 1963 года и 27 января 1965 года зачислен в списки кораблей ВМФ. Вступил в строй 29 декабря 1965 года и 25 января 1966 года был включен в состав Балтийского флота.
До 19 мая 1966 года относился к классу противолодочных кораблей. Летом 1966 года совершил межфлотский переход вокруг Европы из Балтийска в Севастополь и 31 августа 1966 года перечислен в состав Черноморского флота.
В 1970-х годах в составе 17-й бригады противолодочных кораблей в Крымской военно-морской базы на озере Донузлав. Прозвище "Бедолага". В/ч 30871.
С 02 февраля 1978 года по 12 апреля 1979 года на «Севморзаводе» им. С. Орджоникидзе в Севастополе и с 17 декабря 1985 по 5 мая 1989 года на СРЗ «Флотский арсенал» в Варне, Болгария, проходил средний ремонт.
3 июля 1992 года был исключен из состава ВМФ в связи со сдачей в ОФИ для разоружения, демонтажа и реализации. 31 декабря 1992 года был расформирован и позже разделан на металл в Инкермане.

## Командиры
- Веденин

## Примечание
1. 1 2 3 4  Сторожевой корабль "СКР-84". Черноморский флот - информационный ресурс (2024). Дата обращения: 12 ноября 2024. Архивировано 13 ноября 2024 года.